# Montenegro Airlines
Montenegro Airlines fue la compañía nacional de Montenegro y su base principal estaba ubicada en el Aeropuerto de Podgorica. La compañía también tenía situada una base en el Aeropuerto de Tivat pero debido a la cercanía de sus dos bases (80 km) no realizaba vuelos entre ellas y todos sus vuelos eran internacionales.

## Historia
La aerolínea fue fundada el 24 de octubre de 1994 por el gobierno de Montenegro cuando aún formaba parte de la República Federal Socialista de Yugoslavia. El primer avión que adquirió la compañía en el otoño de 1996 fue un Fokker F28 apodado Lovćen que realizó su primer vuelo el 7 de mayo de 1997 a las 22:30 horas entre las ciudades de Podgorica y Bari (Italia). En julio del 1998 la compañía adquirió otro Fokker F28.
Una de las peores épocas de la compañía fue cuando se le prohibió la entrada en todos los aeropuertos de la Unión Europea, prohibición que se levantaría el 23 de octubre de ese mismo año, gracias a lo cual la compañía pudo establecer vuelos con los aeropuertos de Fráncfort, Zúrich Liubliana, Skopie, Estambul y Budapest.
En abril del 2000 Montenegro Airlines ingresa en la Asociación de Transporte Aéreo Internacional (IATA), y más tarde en junio de ese mismo año la compañía adquiere su primer avión Fokker F100 que se vería acompañado en mayo de 2001, junio de 2002 y enero de 2003 por otros tres más. El 5 de marzo de 2003 la compañía ingresa en la empresa Amadeus.
En el 2004 además de alcanzar el primer millón de viajeros los pilotos de la compañía se convirtieron en los primeros de la región en recibir el certificado IIIA. El segundo millón de pasajeros fue alcanzado el 14 de junio de 2006.
El 23 de julio de 2007 la compañía encargó dos aviones de la clase Embraer E-Jets para poder ampliar tanto su flota como sus destinos. El primero de estos aviones llegó el 5 de junio de 2008, lo que permitió establecer vuelos con los aeropuertos de Londres-Gatwick y Milán-Malpensa. El 16 de septiembre de ese mismo año la compañía encargó un nuevo Embraer E-Jets y se reservó una opción de compra de otro.
El 17 de abril de 2009 Montenegro Airlines y El Al firmaron un acuerdo por el cual El Al se hizo con un 30% de Montenegro Airlines. El segundo Embraer E-Jets llegó el 23 de mayo y unos días después el 28 de mayo de 2009 la compañía Sun d'Or International Airlines filial de El Al comenzó sus vuelos entre los aeropuertos de Tivat y Tel Aviv. El tercero de los aviones reservados llegó a la compañía el 18 de julio de 2010.
El 26 de diciembre de 2020 la aerolínea fue liquidada y cesó sus operaciones.

## Destinos

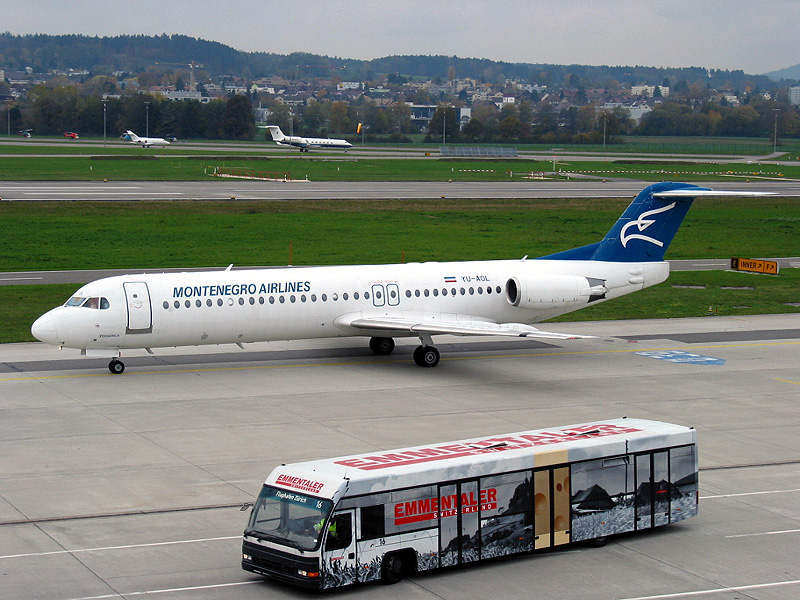
Fokker 100 de Montenegro Airlines en el Aeropuerto Internacional de Zúrich.

La red de destinos de Montenegro Airlines se encontraba organizada en torno a un aeropuerto central o hub en Podgorica, con una base secundaria en el Aeropuerto de Tivat, debido a la cercanía existente entre estas dos bases (una distancia de unos 80 km) la compañía no operaba vuelos entre ellas siendo todos sus destinos de carácter internacional. Desde el Aeropuerto de Podgorica existían vuelos con alguno de los principales aeropuertos europeos como Paris Charles de Gaulle o Fráncfort, por lo que la compañía permitía ampliar el catálogo de destinos a nivel global haciendo escala en alguno de estos aeropuertos.

## Flota Histórica
La aerolínea durante su existencia operó las siguientes aeronaves: